# 나석주
나석주(羅錫疇, 1892년 2월 4일~ 1926년 12월 28일)는 대한민국의 독립운동가이다. 조선식산은행과 동양척식회사에 폭탄을 투척했으나 불발로 그쳤고 일경들과 총격전을 벌이다 자결하여 순국했다.

## 생애
황해도 재령 출생이다. 16세에 재령군 북율면 진초리의 보명학교에 입학해 2년간 수학한 뒤 농사를 지었다. 23세에 만주로 건너가 북간도 나자구의 독립군 양성학교인 무관학교에 입학하여 군사 훈련을 받았다.
1920년 김덕영, 최호준 등 50명의 동지들과 항일 비밀결사를 조직하고 국내에서 부호들을 상대로 권총강도를 가장하여 독립운동에 필요한 군자금을 모집하여 상하이의 대한민국 임시정부로 송금하였다. 평산의 경찰 주재소를 습격하여 경찰관과 면장을 사살하였다. 이어 안악군의 친일파 부호를 사살한 후 중국으로 피신했다.
임시정부에서 경무국 경호원으로 활동하다가 신흥무관학교를 졸업한 후 중국에서 하북성 한단에 있는 중국 한단 군관학교 육군 제1군사강습소의 군관단을 졸업해 한동안 중국군 장교로 중국 군대에서 복무했다. 그 후 대한민국 임시정부에서 김구(당시 경무국장)의 경호관, 의열단에 가입하였고, 1926년 의열단의 고문이기도 했던 김구, 김창숙 등과 논의한 뒤 동양척식주식회사 등 일제의 식민지 수탈 기관의 파괴를 목적으로 마중덕(馬中德)이라는 이름을 가진 중국인 노동자로 위장한 채 국내에 밀파되었다. 그해 12월 28일 조선식산은행에 폭탄을 투척하고 빠져나왔으나 폭탄은 불발되었다. 동양척식주식회사에 들어가서 일본인들을 권총으로 사살했다.바로 폭탄을 투척하였으나 불발하였다. 나석주는 일본경찰에게 총을 난사하며 일본경찰 7명을 사살하였다. 일본 경찰과 대치하면서 나석주는 군중을 향해 "나는 조국의 자유를 위해 투쟁했다. 2천만 민중아, 분투하여 쉬지 말라!"고 외쳤다. 일본 경찰과 총격전을 벌이며 몇 명을 사살한 나석주는 가지고 있던 총으로 자결을 시도하여 총상을 입고 일경에 의해 병원으로 후송되었다.(당시 22발이 남았었다고 한다) 고등계 미와 와사부로 경부에게 심문을 받던 중 자신이 나석주임을 밝히고 사망했다. 진남포에서 살던 나석주의 장남 나응섭은 잠적한 뒤 중국으로 망명했으나, 일경에 체포되어 다시 진남포로 압송되었다.

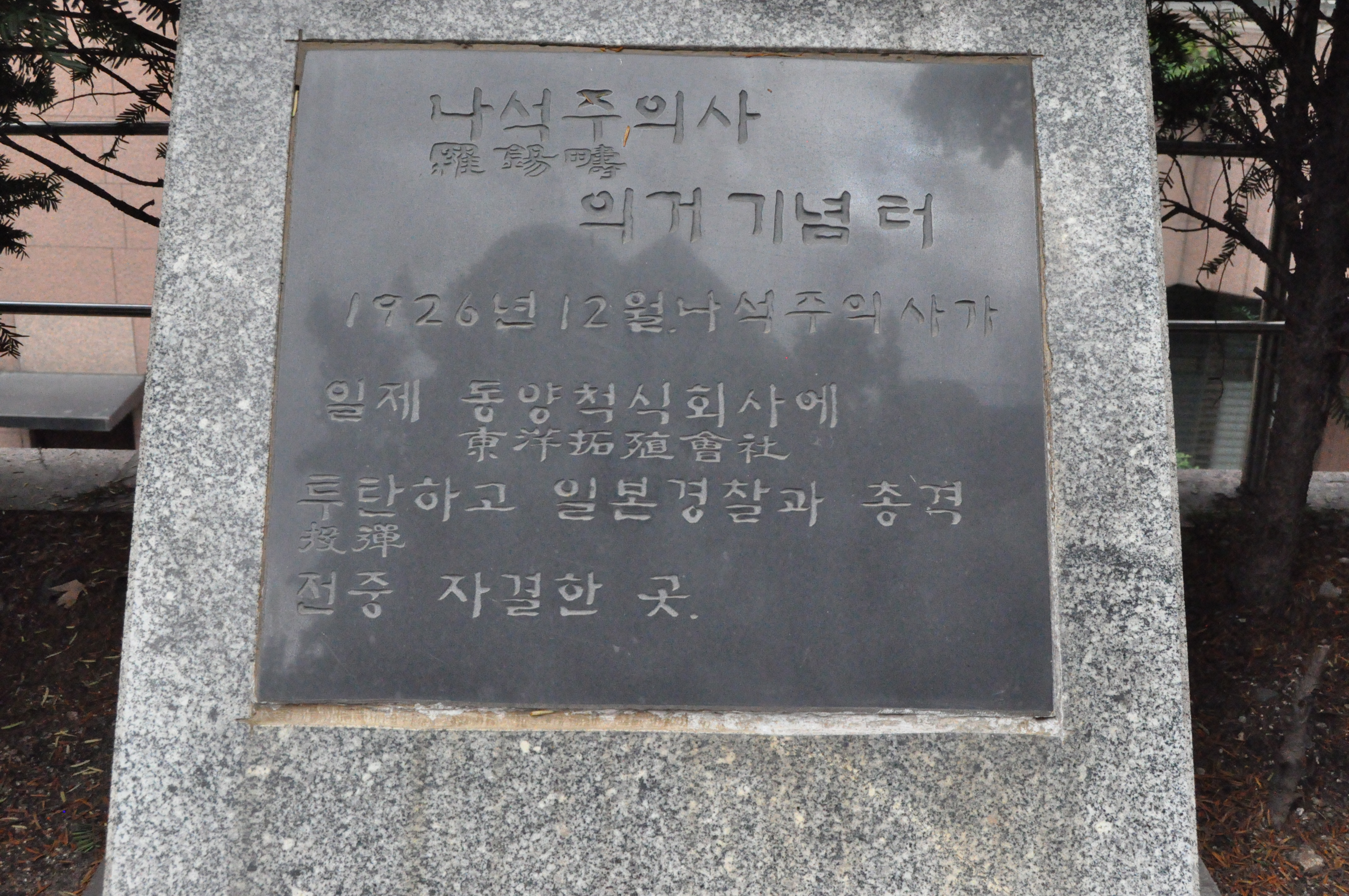
나석주 의사 의거 기념터. 서울 중구 명동, 외환은행 본점 앞에 있다.

1962년 건국훈장 대통령장이 추서되었다. 명동의 동양척식주식회사 자리(전 한국외환은행 본점)에 동상과 표석이 건립되어 있다.

## 가족 관계
- 부친 : 나병헌(羅秉獻)
- 모친 : 김해 김씨(金海 金氏)
- 아들 : 나응섭(羅應爕 ~ 일명 백운학)
  - 손자 : 나효수(羅孝壽)
  - 손자 : 나효복(羅孝福) - 행방불명
- 아들: 나응선(羅應善 ? ~ 1951)
- 딸: ? - 평양으로 출가
- 딸 : 나응서(羅應瑞, 1918)

## 평가
나석주는 종로경찰서에 폭탄을 던졌다가 역시 일경과 대치 끝에 자결한 김상옥과 함께, 1920년대의 무장 투쟁 즉, 의열단식 항일 운동을 상징하는 인물이다.

## 같이 보기
- 독립유공자로 대통령장을 수여받은 사람

## 나석주가 등장한 작품
- 손종범 - SBS 대하드라마 《야인시대》 (2002년)